# Susan Foreman

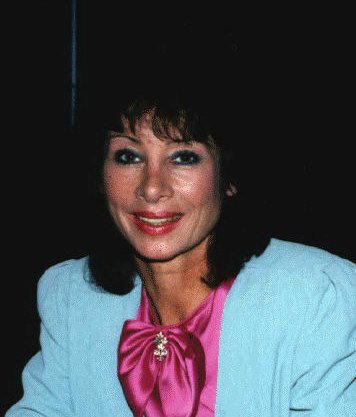
Carole Ann Ford, odtwórczyni roli Susan

Susan Foreman – postać fikcyjna związana z brytyjskim serialem science-fiction Doktor Who, w którą wcieliła się Carole Ann Ford.
Susan była wnuczką i towarzyszką pierwszego Doktora. Pojawiała się na ekranie w latach 1963-1964, łącznie występując w 51 odcinkach, składających się na 11 historii.

## Historia postaci

### Serial
Susan jest pierwszym towarzyszem Doktora i podróżowała z nim o wiele wcześniej niż zaczyna się serial. W pewnym momencie Doktor i Susan postanawiają pozostać w Londynie w latach 60. XX w. Dwójka Władców Czasu próbowała się dopasować do ówczesnych ludzi. W ich planie znalazło się również to, że Susan pójdzie do szkoły Coal Hill School. Tam zapoznaje się z nauczycielem chemii, Ianem Chestertonem i nauczycielką historii, Barbarą Wright. Dwójka nauczycieli zaczyna mieć podejrzenia co do Susan, głównie ze względu na jej zaawansowaną wiedzę oraz niecodzienne poglądy. Po wspólnej rozmowie Ian i Barbara zaczynają śledzić Susan i dochodzą do miejsca gdzie ona wchodzi do budki telefonicznej. Wówczas Barbara i Ian w końcu odkrywają, że dana budka policyjna jest wehikułem czasu o nazwie TARDIS, a dziadek Susan, przedstawiający się jako Doktor wraz z nią nie są z tej planety, a ze swojej własnej zostali wygnani. Doktor mimo protestów Susan, postanawia uciec z lat 60. z Londynu, porywając przy tym dwójkę nauczycieli.
Susan wraz z Doktorem i jego towarzyszami dociera podczas podróży m.in. na planetę Skaro, do Chin w 1289 czy do XVIII-wiecznej Francji.
Z oryginalnej "paczki" towarzyszy, Susan jako pierwsza opuszcza TARDIS. Dzieje się to w historii The Dalek Invasion of Earth, kiedy to zakochuje się w Davidzie Campbellu, młodym wojowniku z XXII wieku. Wówczas mimo miłości do Davida, Susan czuje że powinna zostać i opiekować się dziadkiem. Doktor decyduje że nie może blokować przyszłości Susan i po czułym pożegnaniu, odlatuje TARDIS-em, pozostawiając ją w XXII wieku.
Susan powraca do serialu w specjalnym odcinku na 20-lecie istnienia serialu pt. The Five Doctors, towarzysząc pierwszemu wcieleniu Doktora. Ostatni raz kiedy możemy spotkać Susan w telewizji jest specjalna charytatywna historia na 30-lecie istnienia serialu pt. Dimensions in Time.

### Inne media
Postać Susan pojawia się w dwóch filmach z lat 60. pt. Doktor Who i Dalekowie (1965) oraz Inwazja Daleków na Ziemię (1966). W obu tych filmach postać tę gra Roberta Tovey.

## Występy

### Telewizyjne
| Historia                                | Data premiery        | Data premiery     | Źródło            |
| Historia                                | Pierwszy odcinek     | Ostatni odcinek   | Źródło            |
| Sezon 1 (1963-64)                       | Sezon 1 (1963-64)    | Sezon 1 (1963-64) | Sezon 1 (1963-64) |
| --------------------------------------- | -------------------- | ----------------- | ----------------- |
| An Unearthly Child                      | 23 listopada 1963    | 14 grudnia 1963   | [ 3 ] [ 11 ]      |
| The Daleks                              | 21 grudnia 1963      | 1 lutego 1964     | [ 4 ] [ 12 ]      |
| The Edge of Destruction                 | 8 lutego 1964        | 15 lutego 1964    | [ 13 ] [ 14 ]     |
| Marco Polo                              | 22 lutego 1964       | 4 kwietnia 1964   | [ 5 ] [ 15 ]      |
| The Keys of Marinus                     | 11 kwietnia 1964     | 16 maja 1964      | [ 16 ] [ 17 ]     |
| The Aztecs                              | 23 maja 1964         | 13 czerwca 1964   | [ 18 ] [ 19 ]     |
| The Sensorites                          | 20 czerwca 1964      | 1 sierpnia 1964   | [ 20 ] [ 21 ]     |
| The Reign of Terror                     | 8 sierpnia 1964      | 12 września 1964  | [ 6 ] [ 22 ]      |
| Sezon 2 (1964-65)                       |                      |                   |                   |
| Planet of Giants                        | 31 października 1964 | 14 listopada 1964 | [ 23 ] [ 24 ]     |
| The Dalek Invasion of Earth             | 21 listopada 1964    | 26 grudnia 1964   | [ 7 ] [ 25 ]      |
| Specjalny na 20-lecie istnienia serialu |                      |                   |                   |
| The Five Doctors                        | 23 listopada 1983    | 23 listopada 1983 | [ 8 ] [ 26 ]      |